# Абдул Кадім Гакк
Абдул Кадім Гакк (англ. Abdul Qadim Haqq; нар. 24 грудня 1968), також відомий як Гакк і Стародавній, — американський художник, який народився та виріс у Детройті, штат Мічиган. Вважається послом мистецтва номер один у Детройті для всесвітньо відомих виконавців техно-музики. Твори Гакка представлені по всьому світу на класичних записах звукозаписних лейблів Детройт-техно, а саме на записах Хуана Аткінса, Metroplex, Дерріка Мея, Transmat, Underground Resistance, Кевіна Сондерсона, Карла Крейга. Із 1989 року Абдул Кадім Гакк обслуговує техно-музичну спільноту через Techno Visual Art. Його творчість продовжує надихати шанувальників у всьому світі.

## Біографія
Гакк, засновник Third Earth Visual Arts, базує свої футуристичні концепції на подорожах у часі. Його любов до фантастичного мистецтва була надихнута дитячими розвагами, такими як перегляд наукової фантастики та японської анімації. «У дитинстві я дивився лише японські мультфільми, як-от Speed Racer, Battle of the Planets і Robotech», — каже Гакк. «Я постійно їх дивився; я ніколи не пропускав жодної серії». У дитинстві Гакк часто хворів на астму, тому йому доводилося залишатися вдома, через що він витрачав значну частину свого часу на перегляд наукової фантастики та фентезі-шоу по телевізору. Це, у свою чергу, спонукало його створювати й ілюструвати власні історії. У Коледжі креативних досліджень, який спочатку називався Центром креативних досліджень у Детройті, Гакк вивчав графічну ілюстрацію. Після закінчення навчання в 1991 році він присвятив себе роботі художника-футуриста, і сьогодні залишається відданим техно-мистецтву Детройта.

### Кар'єра
У жовтні 1989 року Гакк завершив свою першу роботу для звукозаписної компанії Дерріка Мея Transmat. Пізніше того ж року Гакк познайомився з Майком Бенксом і UR. «Ми почали з того, що Деррік Мей з Transmat попросив нас зробити обкладинки для його лейблу. Ми почали працювати там, і йому це сподобалося, тож він дозволив нам мати студію в підвалі Metroplex, про яку він домовився з Хуаном Аткінсом. Спочатку Third Earth Visual Arts складалася з чотирьох студентів-художників, але ми всі пішли різними шляхами, і я єдиний, хто залишився з нею протягом останніх 25 років».
Після закінчення школи мистецтв у 1991 році він познайомився з Бенксом і написав для нього свій перший проект. Він пригадує, що мав однакові почуття щодо звуку тоді і зараз; «[Музика] завжди звучала так, наче була з іншого світу», — каже він. У той час UR був новим, але музика вже була живою. Хакк знав це з ночей, проведених на танцях у Музичному інституті, які закарбувалися в міській історії комп'ютерних танцювальних джемів. Одного разу Деррік Мей проглянув кілька записів у своєму щоденнику про ритуали індіанців і вибрав кілька нотаток Гакка про лакоту для обкладинки свого великого твору «Ритм — це ритм» «Початок». Цей випадок був лише одним із зростаючих моментів очних і окомірних (третіх і фізичних) видінь Гакка, які рівномірно нарощують оптичне захоплення.
«Спільна виставка Абдула Кадіма Гакка та Ватанабе Шінічіро» проводила художню виставку з 24 квітня 2010 року до 1 серпня 2010 року. Виставка була відкрита в Нідерландах у «GalleryIKOI» та в Токіо, Японія, 24 червня 2010 року. Буклет був опублікований Storyriders в Японії. З нагоди публікації буклету, який підсумовує цю подію, «Реквієм для душі машини», що відбулася 26 червня в клубі Seata в Кітіходзі, Токіо, в клубі Seata в Кітіходзі. «Спільна виставка Абдула Кадіма Гакка та Ватанабе Шінічіро», який займає важливе місце на технічній сцені Детройту, а саме: обкладинки для вінілових платівок та компакт-дисків, а також графічні роботи. Абдул Кадім Гакк написав нові роботи для цієї виставки, картини, які він створив на основі натхненних, оригінальних історій Ватанабе Шінічіро.
У 2014 році Гакк опублікував книгу під назвою «1989–2014: 25 років техно-мистецтва в 2014 році», яка містить фотографії та ілюстрації важливих робіт детройтських техно-сцен, у тому числі Drexciya, Джеральда Мітчелла, Dj Rolando. Ця робота містить вичерпний звіт про діяльність та історію документація, яка описує техно-спільноту Детройта в одній книзі.
«Технаномікрон» — це 30-сторінкова художня книга розміром 10 дюймів під назвою «Повстання технолордів». Вона містить абстрактні ілюстрації видатних художників Детройта, а також короткі біографії, написані у власному унікальному науково-фантастичному стилі оповіді Абдула.
Плідний і шанований детройтський техно-художник Абдул Гакк ділиться добіркою своїх улюблених робіт і беззаперечної детройтської техно-класики з архівів Underground Resistance, Карла Крейга, Дерріка Мея, Джеффа Міллса і Suburban Knight. Протягом багатьох років Гакк здійснив цілу низку вилазок для вищезгаданих артистів та їхніх лейблів. Він відповідав за створення деяких ранніх обкладинок для лейблу Transmat, а також за різні проекти для Planet E, включаючи добре відому обкладинку Intergalactic Beats. Згодом Абдул дуже тісно співпрацював з Underground Resistance і донині створює більшу частину обкладинок для їхнього лейблу, залишаючись ключовою фігурою у створенні унікальних образів для найвидатнішої техноінституції. Якщо ви не знайомі зі стилем живопису Гакка, то ця збірка стане чудовою відправною точкою, адже дегустація робіт цього художника міститься в доданому тридцятидвохсторінковому артбуці. До цього лімітованого видання входить друкований артбук.